# Sông Cagayan
Sông Cagayan, còn gọi là Rio Grande de Cagayan, là con sông dài nhất và cũng đạt lưu lượng lớn nhất Philippines. 
Chiều dài sông Cagayan đo được 350 km với lưu vực 27.753 km². Sông Cagayan uốn lượn tạo ra thung lũng một vùng thung lũng lớn chiếm phần đông bắc của đảo Luzon. Từ đầu nguồn đến cửa bể, sông chảy qua bốn tỉnh thành: Nueva Vizcaya, Quirino, Isabela và Cagayan. Dân cư hai triền sông Cagayan là khoảng hai triệu người, hầu hết là nông dân và các bộ lạc bản địa.
Đầu nguồn của sông là dãy núi Caraballo thuộc Trung Luzon ở cao độ 1.524 mét (5.000 ft) và đổ ra eo biển Babuyan gần thị trấn Aparri, Cagayan. Sông chảy chủ yếu từ nam ra bắc với chiềgu dài khoảng 350 km. Thượng nguồn sông khá dốc. Trong quãng 100 km đầu tiên sông Cagayan đã lao từ trên 1500 mét xuống dưới 100 mét cao độ. Quãng hơn 200 km còn lại, sông chảy quanh co chậm dần tuột nốt 100 mét hết đến mực nước biển. Những phụ lưu chính của sông Cagayan là Pinacanauan, Chico, Siffu, Mallig, Magat và Ilagan. Lượng phù sa của sông Cagayan khá lớn giúp tạo thung lũng Cagayan, cấu tạo bằng trầm tích cát, đá vôi và đất sét. Bao bọc ba mặt thung lũng là dãy núi Cordillera về phía tây, dãy núi Sierra Madre về phía đông và dãy núi Caraballo về phía nam.

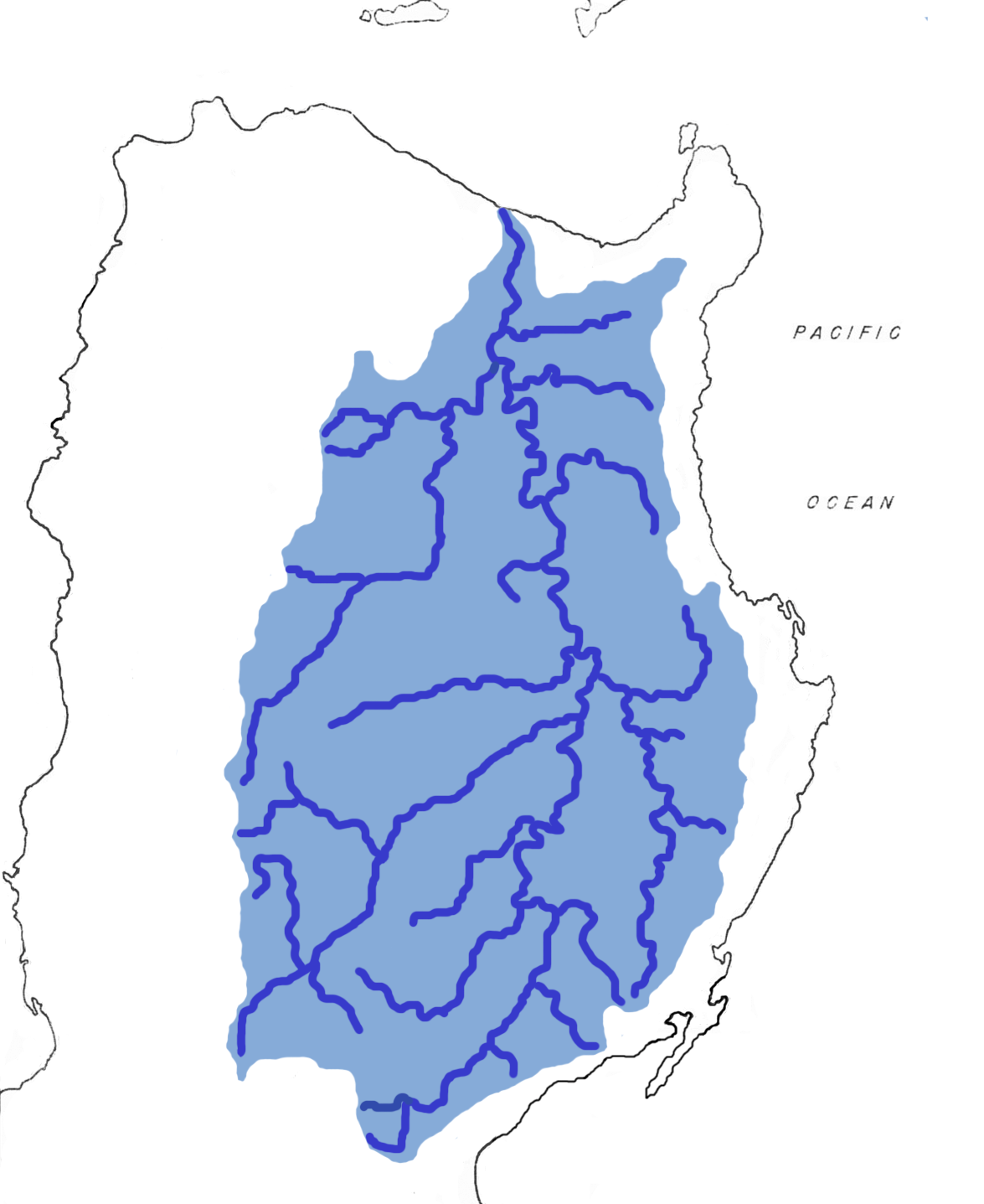
Lưu vực sông Cagayan

Lưu lượng hàng năm của sông Cagayan là 53,943 tỉ m³ có dự trữ nước ngầm là 47,895 tỉ m³.
Sông Cagayan và các chi lưu có thể gây ngập lụt lớn trong thời gian gió mùa từ tháng 5 đến tháng 10. Lượng mưa hàng năm trung bình là 1.000 mm ở phần phía bắc và 3.000 mm ở các dãy núi phía nam lưu vực sông. Nước từ trên núi đổ xuống rất chậm do có đồng bằng ngập lũ rộng, các hẻm núi thuộc các dãy núi dốc thoai thoải và dòng chảy uốn khúc.
Sông Cagayan chảy qua một trong vài khu rừng nguyên sinh còn lại của Philippines. Nó tạo thuận lợi cho môi trường sống của nhiều loài đặc hữu và bị đe doạ như bồ câu ngực đỏ Luzon (Gallicolumba luzonica), đại bàng Philippines (Pithecophaga jefferyi) và một loài cá ven sông hiếm có là ludong (Cestreaus plicatilis). Ludong đẻ trứng tại thượng du của sông Cagayan thuộc Jones, Isabela. Vào cuối tháng 10 đến giữa tháng 11, cá bơi xuôi dòng để thả trứng của chúng tại cửa sông gần Aparri.
Sông Cagayan tiêu nước cho một thung lũng màu mỡ, nông dân địa phương sản xuất nhiều loại cây trồng như lúa, ngô, chuối, dừa, cam quýt và thuốc lá. Các đập nước được xây trên hai chi lưu của sông Cagayan là Magat và Chico, và ngoài ra còn có các khu mỏ trên dãy núi Cordillera gần đầu nguồn của hai chi lưu này. Chính quyền địa phương dọc sông cũng phát triển các chương trình du lịch với các hoạt động trên sông, đặc biệt là đi bè vượt thác.